# Johan Hederstedt (veterinär)
Johan Oskar Hederstedt, född 2 juni 1870 i Visby, död 30 december 1958 i Stockholm, var en svensk veterinär.
Johan Hederstedt var son till handlaren Carl Johan Oscar Hederstedt. Han avlade mogenhetsexamen i Visby 1888 och veterinärexamen 1892. Hederstedt var stadsveterinär i Jönköping 1896–1920. 1905–1911 var han bataljonsveterinär vid Smålands artilleriregemente och regementsveterinär där 1911–1918. År 1918 blev han fältveterinär i Fältveterinärkåren, och var vid sidan om egen veterinärverksamhet från 1919 fördelningsveterinär vid andra arméfördelningen, utnämndes 1921 till överfältveterinär och chef för fältveterinärbyrån i Arméförvaltningens sjukvårdsstyrelse samt erhöll 1926 överstes tjänsteställning och tog avsked 1931. Hederstedt var chef för ett flertal utbildningskurser för militärveterinärer. Han besökte 1917 och 1918 tyska veterinära anstalter. Under finska vinterkriget vistades han i Finland 1939–1940 för anordnande av ett krigssjukstall i Kuopio. Hederstedt medverkade som författare särskilt i Svenska militärveterinärsällskapets kvartalsskrifter och Svensk veterinärtidskrift. Han blev 1931 hedersledamot i Svenska militärveterinärsällskapet och 1940 i Svenska veterinärläkarföreningen. Hederstedt är begravd på Östra kyrkogården i Visby.